# 1815
| 1815                   |
| ---------------------- |
| Dødsfald - Fødsler     |
| • Begivenheder • Musik |

| Gregoriansk kalender | 1815 MDCCCXV            |
| Ab urbe condita      | 2568                    |
| Armensk kalender     | 1264 ԹՎ ՌՄԿԴ            |
| Kinesiske kalender   | 4511 – 4512 甲戌 – 乙亥 |
| Etiopisk kalender    | 1807 – 1808             |
| Jødisk kalender      | 5575 – 5576             |
| Hindukalendere       |                         |
| - Vikram Samvat      | 1870 – 1871             |
| - Shaka Samvat       | 1737 – 1738             |
| - Kali Yuga          | 4916 – 4917             |
| Iransk kalender      | 1193 – 1194             |
| Islamisk kalender    | 1230 – 1231             |

Året 1815 startede på en søndag.
Konge i Danmark: Frederik 6. 1808-1839
Se også 1815 (tal)

## Begivenheder
Vulkanen Tambora i Indonesien går i udbrud.
Udbruddet kan have påvirket havniveauet i 1800-tallet.

### Februar
- 3. februar – Verdens første kommercielle ostefabrik bliver grundlagt i Schweiz.
- 26. februar - Napoleon Bonaparte undslipper sit eksil på Elba, går i land i Frankrig og sætter kurs mod Paris

### Marts
- 1. marts - Napoleon går i land i Cannes efter at være vendt tilbage fra sit fangenskab på øen Elba. Dermed står Napoleons 100-dages forsøg på at genvinde kejsertronen lige for
- 20. marts - Napoleon 1. kommer tilbage til Paris fra sin forvisning på Elba
- 21. marts-22. juni – Napoleons anden kejserperiode (de hundrede dage).

### April
- 10. april - Stratovulkanen Tambora i Indonesien går i det kraftigste vulkanudbrud, der er registreret i historisk tid
- 27. april - Caledonia bliver søsat hos John Wood & Co. i Port Glasgow. Bliver i 1819 Danmarks første dampskib

### Juni
- 4. juni - Danmark indgår en byttehandel med Preussen, som får Pommern og Rügen til gengæld for Lauenburg
- 9. juni - Wienerkongressen afsluttes med overenskomster, som regulerer de politiske forhold i Europa for de næste 100 år
- 18. juni – Ved Waterloo tilføjer den engelske feltherre Wellington og den tyske generalfeltmarskal Gebhard Leberecht Blücher den franske kejser Napoleon det afgørende nederlag. 15.000 døde og 35.000 blev såret i det blodige slag uden for Bruxelles. Fra kl. 11.30 til 20.10 døde 100 soldater i minuttet. kampen er kendt som Slaget ved Waterloo
- 22. juni – Kejser Napoleon abdicerer for anden gang
- 23. juni - Napoleon 1. af Frankrig må endeligt frasige sig kejserkronen. Hans "100 dage" er dermed omme, efter at han var vendt tilbage til Paris den 20. marts samme år. Reelt er der dog kun tale om 96 dage

### Juli
- 2. juli - Københavns Råd- og Domhus bliver indviet
- 31. juli – Frederik 6. salves og krones i Frederiksborg Slotskirke.[2][3]

### Oktober
- 15. oktober - Napoleon begynder sit eksil på Sankt Helena i Sydatlanten.
- 16. oktober – Ekskejser Napoleon går i land på St. Helena, den britiske kronkoloni, hvortil han er forvist

### December
- Napoleons marskal, Michel Ney, den tapreste af de tapre, henrettes for højforræderi

## Født
- 9. februar – H.C. Stilling, dansk arkitekt (død 1891).
- 16. februar – W.C.E. Sponneck, dansk greve, finansminister og nationalbankdirektør (død 1888).
- 17. februar – J.E. Bøgh, dansk fotograf (død 1893).
- 20. februar – Carl Bille, dansk maler (død 1898).
- 1. april – Otto von Bismarck, tysk rigskansler (død 1898).
- 21. april – Grevinde Danner, dansk lensgrevinde (død 1874).
- 8. juli Lauritz Peter Holmblad, fabrikant (død 1890).
- 29. juli Anker Heegaard, dansk fabrikant, jernstøber (død 1893).
- 10. december – Augusta Ada Lovelace, assistent for opfinderen Charles Babbages ved beskrivelsen af den mekaniske computer (død 1852).
- 29. december – H.J. Hammer, dansk maler (død 1882).

## Dødsfald
- 30. januar – Johan Rudolph Thiele, tysk-dansk bogtrykker (født 1736).
- 24. februar – Robert Fulton, amerikansk dampskibspionér {født 1765}.
- 26. april – Carsten Niebuhr, dansk-tysk opdagelsesrejsende (født 1733).
- 2. oktober – Ferdinand Anton Christian Ahlefeldt, teaterchef og hofembedsmand (født 1747).
- 7. december - Michel Ney, fransk feltmarskal fra 1804 (henrettet, født 1769).